# Jiří Fridrich Pruský
Jiří Fridrich princ Pruský (německy Georg Friedrich Prinz von Preußen, * 10. června 1976 v Brémách) je současný představitel dynastie Hohenzollernů. Po dvouleté vojenské službě studoval ekonomii na
Vysoké škole báňské ve Freibergu. Dnes žije v Berlíně.

## Život
Jiří Fridrich Ferdinand je syn pruského prince Ludvíka Ferdinanda ml. (1944–1977). Matkou je hraběnka Donata von Castell-Rüdenhausen (1950–2015). Je prapravnukem posledního německého císaře a pruského krále Viléma II. (1859–1941; vládl od 1888 do 1918). Má mladší sestru Cornelii-Cécilii.
Krátce po jeho prvních narozeninách mu zemřel otec na následky nehody, která nastala v průběhu vojenské služby.
Jiří Fridrich strávil dětství a mládí s jeho sourozenci v sídle rodičů ve Fischerhude u Brém. Navštěvoval gymnázium v Brémách a poté v Oldenburgu. Po studiu na Glenalmond College u Aberdeenu ve Skotsku odmaturoval. Po dvouleté službě v Mittenwaldu u horských myslivců – dnes je kapitán v záloze – Jiří Fridrich studoval na Vysoké škole báňské ve Freibergu v Sasku.
Po smrti dědečka Ludvíka Ferdinanda st. 25. září 1994 se stal podle dynastických pravidel hlavou hohenzollernské dynastie a tím pro německé monarchisty následníkem na německý a pruský trůn.

## Rodina

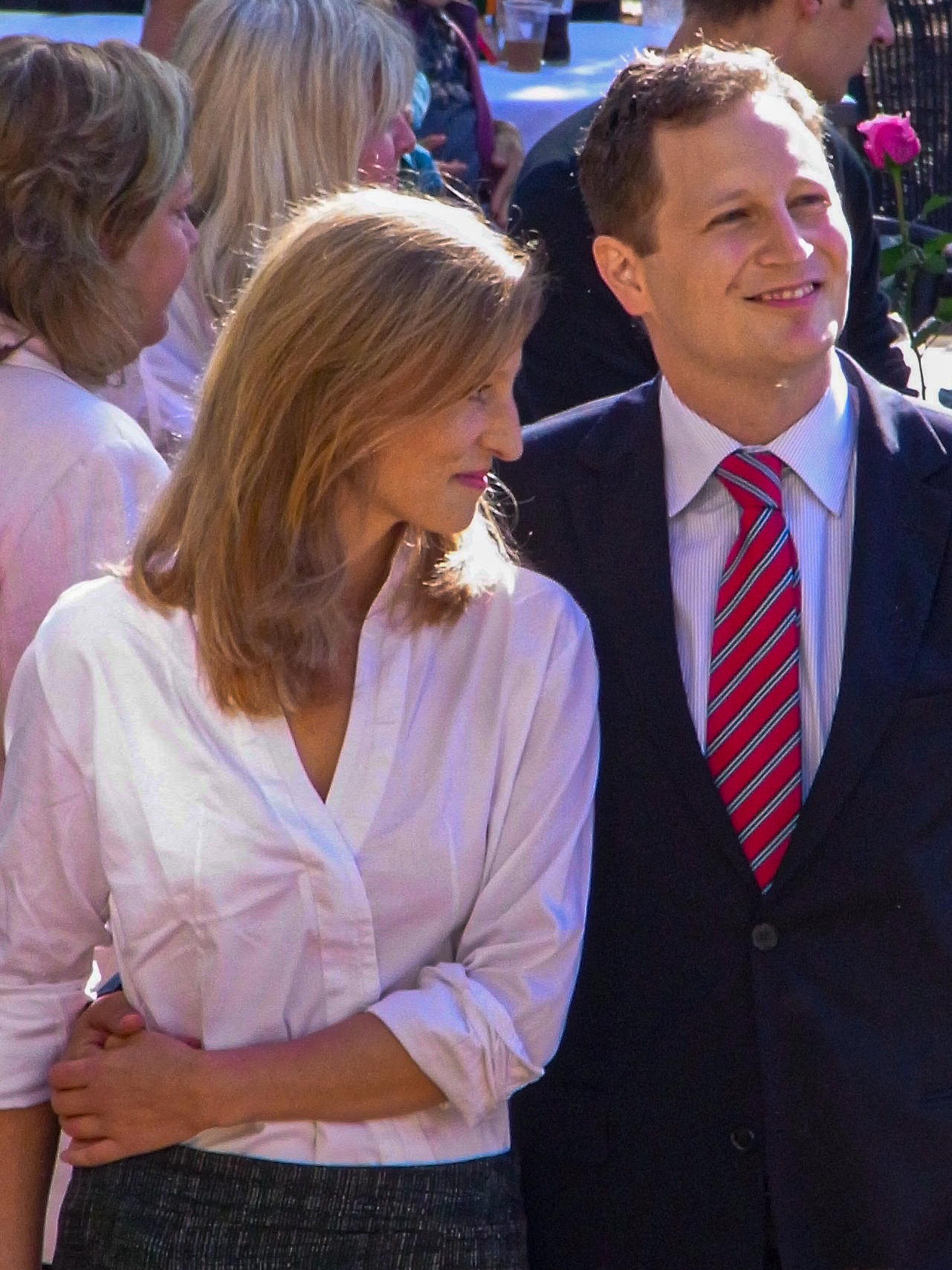
Georg Friedrich, Sophie

Dne 27. srpna 2011 se v Postupimi oženil s kněžnou Sophií von Isenburg.
Dne 20. ledna 2013 se páru narodila dvojčata, princové Karel Fridrich a Ludvík Ferdinand. Dne 2. dubna 2015 se v Brémách páru narodila dcera Emma Marie.

## Kulturní činnost
Jiří Fridrich je předseda představenstva nadace princeziny Kiry Pruské a čestný předseda spolku Německo-amerických klubů, patronem berlínské společnosti provozující kasina a kromě toho od června 2005 také předseda berlínského kuratoria Německé nadace pro památkovou péči. Hodlá znovu postavit v Berlíně muzeum Hohenzollernů, které bylo během druhé světové války zničeno (Zámek Monbijou).